# Una dinastia al potere
Una dinastia al potere è un libro scritto da Matteo Strukul. È il primo romanzo della serie I Medici, ed è uscito il 2016 ad opera della Newton Compton Editori. Il libro, che segna l'ascesa dei Medici, una delle famiglie italiana più potenti del Rinascimento, ha vinto il Premio Bancarella del 2017.

## Trama
Il 20 febbraio 1429, a Firenze, muore Giovanni de' Medici, padre di Cosimo e Lorenzo, marito di Piccarda Bueri e commissionante della costruzione della cattedrale di Santa Maria del Fiore ad opera di Filippo Brunelleschi; sul suo capezzale, circondato dai suoi stretti famigliari e da Contessina, moglie di Cosimo, egli affida la guida della famiglia ai suoi due figli. Lorenzo sospetta però che il loro padre sia stato avvelenato, poiché ha trovato delle bacche scure chiamate "belladonna", una pianta che produce fiori foschi e frutti velenosi, il che porta i due fratelli a impegnarsi per trovare l'assassino: tra i sospettati vi è il loro peggior rivale, Rinaldo degli Albizzi, che non ha mai perdonato Giovanni di aver messo in circolazione la legge del Catasto, attraverso la quale ha tassato in minor misura la plebe a danno della nobiltà; contro la legge del Catasto vi sono state di conseguenza alcune ribellioni dei nobili, tassati maggiormente, tra cui quella di Giusto Landini, assassinato nel suo castello a Volterra da Arcolano e dai suoi sgherri, al soldo di Albizzi. Rinaldo in persona propone di provocare una nuova guerra, usando Niccolò Fortebraccio contro Firenze facendogli uccidere alcune persone a caso, tra cui Cosimo e i suoi cari, per poi fermare il massacro e impadronirsi della città, ma il suo fido Palla Strozzi, che sa che i Medici sono sostenuti da Niccolò da Uzzano, propone di ordinare Fortebraccio di attaccare Lucca, al momento sotto la guida del tiranno Paolo Guinigi, e riportarla sotto l'egida fiorentina. La guerra contro Lucca dovrebbe essere accettata dai Dieci di Balia (equivalente al consiglio della Repubblica fiorentina), e dopo la guerra, Rinaldo e Palla dovranno fare da pacieri, atto che farebbe loro dei salvatori della Repubblica.
Ma dopo un anno di combattimenti, la guerra va a favore di Lucca, sostenuta dal condottiero milanese Francesco Sforza e ora in vantaggio su Fortebraccio, soprattutto dopo una tremenda battaglia che vede l'alleanza lucco-milanese sconfiggere gravemente i fiorentini. Così, nell'agosto 1430, Cosimo e Lorenzo parlano dunque con Niccolò da Uzzano, e riescono a convincerlo che corrompere lo Sforza porterà un po' di tregua a Firenze. Così, quando Sforza vince una nuova battaglia e arriva trionfalmente a Lucca, i due fratelli lo raggiungono e gli concedono un'esorbitante somma di fiorini in cambio della giurisdizione di Lucca sotto l'egida fiorentina. Firenze viene però colpita dalla peste e cade nel disordine. I fiorentini approfittano tra l'altro della morte di Guinigi per assediare di nuovo Lucca, ma senza alcun successo, anche a causa di Niccolò Piccinini, ora passato dalla parte dei lucchesi. A sua volta Rinaldo approfitta della confusione generale a Firenze per mandare due sicari a uccidere Cosimo; Lorenzo però arriva e salva il fratello, e Rinaldo si sbarazza dei due assassini, lasciando il compito di eliminare i due Medici a Laura Ricci, una femme fatale, e alla di lei spasimante Reinhardt Schwartz, un mercenario svizzero abile con la spada e il pugnale.
Nel 1431, i Dieci di Balia, delusi dall'esito della guerra contro Lucca e dalla condotta di Cosimo nei confronti di Francesco Sforza, decidono di porre fine alle ostilità. Palla Strozzi accusa Cosimo di voler sopraelevare i Medici su tutte le altre famiglie della città in modo architettonico con i suoi progetti monumentali, in primis la basilica di Santa Maria del Fiore, cosa che trasformerebbe la Repubblica di Firenze in una Signoria medica di stampo monarchico. Poco dopo, Cosimo perde alcuni importanti alleati, e tra loro vede morire Niccolò da Uzzano e soprattutto la propria madre Piccarda, che muore in pace sotto gli occhi dei figli. A rendere irreparabile la situazione è la nomina di Bernardo Guadagni a Gonfaloniere della Giustizia, sostenuto da Rinaldo, e sarà sotto di lui che Cosimo verrà arrestato, processato con l'accusa di tirannia e messo nell'Alberghetto, nonostante Rinaldo e i suoi colleghi, tra cui una Laura Ricci che ha in odio tutti i Medici, volessero farlo condannare a morte. Furioso, Lorenzo cerca di riunire un esercito contro Rinaldo, anche a costo di marciare su Firenze, mentre Contessina raggiunge il marito. Saputo che quest'ultimo intende corrompere il Gonfaloniere, la donna fa di tutto per comprare almeno il suo esilio, servendosi dell'aiuto del suo carceriere Federico Malavolti (ironia della sorte, un uomo per bene) per contattare messer Farganaccio, familiare di Guadagni, in modo da corrompere quest'ultimo. Convince così Malavolti a collaborare per far ottenere l'esilio a Cosimo, mentre quest'ultimo si propone di assaggiare di persona i piatti serviti al suo carcerato di fronte a lui, ottenendo così la sua fiducia; il piano di Contessina e Cosimo culmina con una cena tra i due, Malavolti e messer Farganaccio e un conseguente accordo. Così, il 3 ottobre 1433, Cosimo viene messo sotto processo, che si conclude col suo esilio da Firenze insieme al fratello Lorenzo, e due si stabiliscono a Venezia, pronti per una nuova vita.
Nel gennaio del 1434, i due vengono invitati a una festa in maschera al Palazzo Grimani. Laura, che insieme al suo spasimante Schwartz ha raggiunto i due Medici a loro insaputa, avvelena il vino destinato ai due fratelli, ma Rebecca, la loro domestica, lo beve al posto loro. Cosimo, che si trova ancora nella loro residenza a differenza del fratello Lorenzo, già presente alla festa, guarda Rebecca morire e capendo quanto sta succedendo corre subito al palazzo Grimani per salvare Lorenzo. Lì, Ludovico Mocenigo, un nobile veneziano divenuto collega dei due fratelli fin dal loro soggiorno da esuli, lo aiuta a raggiungere il fratello, ma è costretto ad affrontare il mercenario svizzero Schwartz, che però viene ferito gravemente e si getta dalla finestra, facendosi così dare per morto. Laura attira Lorenzo in una biblioteca, ma sul punto di pugnalarlo, viene fermata da Cosimo, quindi catturata e tradotta nei Pozzi del Palazzo Ducale. Poco dopo, però, Schwartz libera Laura e i due scappano insieme a un falso mercante, ma ora i due spasimanti sono costretti a servire Filippo Maria Visconti, il duca di Milano a cui li ha ceduti Rinaldo, cacciato da Firenze. Mentre Cosimo e Lorenzo vivacchiano a Venezia, le cose sono infatti precipitate per Rinaldo: dopo la caduta del suo effimero governo, questi guida una marcia verso il Palazzo della Signoria, che è costretto ad attuare da solo senza l'aiuto di un ormai ripudiato Palla Strozzi, ma il suo esercito viene falcidiato dai balestrieri genovesi e si salva solo con una disastrosa ritirata. Subito Rinaldo viene raggiunto dal suo buon amico Giovanni Maria Vitelleschi, che lo convince a trattare una pace col Palazzo da parte del papa Eugenio IV; a seguito del trattato, Firenze esilia Rinaldo e richiama Cosimo, il quale ritornerà il 6 ottobre 1434. Determinato a riprendere il potere a Firenze, Rinaldo si trova allora a chiedere aiuto ai Visconti: Filippo Maria accetta il suo aiuto, a patto che si ponga sotto il suo servizio, e questi gli cede i suoi servi più fidati, Schwartz e Laura. Così ora le parti si invertono: Cosimo diventa signore di Firenze e Rinaldo conduce una vita da esule. Poi, nel 1436, si compie la costruzione di Santa Maria del Fiore, accolta festosamente dal popolo, ma durante i festeggiamenti, Cosimo rivede inaspettatamente Laura Ricci tra la folla, e rivela sconcertato il fatto a Lorenzo e Mocenigo, che si trovava con loro; i tre si rivolgono subito a Francesco Sforza, e la discussione si conclude con un'alleanza fiorentino-veneto-Sforza, sostenuta dallo Stato Pontificio, per combattere il ritorno di Rinaldo e l'avanzata viscontea.
Durante i preparativi per la battaglia finale, Cosimo intende far organizzare una crociata a Costantinopoli, minacciata dagli ottomani, tramite un riavvicinamento tra cattolici ed ortodossi, mentre Niccolò Piccinino, tornato dal suo esilio a Verona, si allea con Rinaldo e il suo nuovo protettore Filippo Maria per distruggere i Medici. Schwartz invece confessa a Laura di averle fatto violenza e di averle rovinato la vita, pur senza volerlo: durante una caccia di frode avvenuta tempo prima l'inizio del libro, egli fu azzannato da una volpe e inseguito da vari cacciatori ingaggiati dai Medici, che fu costretto ad uccidere. Il morbo provocato dal morso portò lo svizzero a sfogarsi in qualche modo, ed egli fece questo sulla sfortunata Laura, che allora lavorava come prostituta sotto un mercante, al quale era stata venduta dal padre a soli dieci anni. Schwartz raggiunse il carro a cui era legata Laura per cercare delle vesti da sostituire a quelle rubate ai cacciatori da lui uccisi, e vide Laura; quando questa lo implorò di liberarla, lui, ancora affetto dal morbo, la picchiò selvaggiamente, e se ne andò spogliandosi di un abito che rappresentava sei palle rosse su uno sfondo dorato, il simbolo dei Medici. Laura aveva quindi creduto che l'uomo che l'aveva picchiata apparteneva ai Medici, che si sarebbero quindi sbarazzati di una povera prostituta, e ciò l'aveva portata ad allearsi con Rinaldo pur di distruggere i Medici. Capendo quindi che tutta la sua vita era stata una menzogna, Laura caccia via lo svizzero in malo modo.
Si giunge infine, nel giugno del 1440, alla battaglia di Anghiari. Mocenigo ordina Cosimo e Lorenzo di far soccorrere l'esercito, in quanto Piccinino, che soverchia i veneziani-Medici-Sforza in numeri, sta già raggiungendo il Ponte delle Forche. All'arrivo di Piccinino, le forze della coalizione pro-Sforza falcidiano la prima linea dell'esercito pro-Visconti grazie ai loro balestrieri genovesi, portandosi in un iniziale vantaggio, ma si arriva ben presto a un cruento scontro corpo a corpo, nel quale entrambe le forze si equivalgono. Schwartz uccide Mocenigo in duello, ma viene catturato nel fragore della battaglia, che si conclude con una batteria d'artiglieria che distrugge l'esercito visconteo.
Schwartz finisce impiccato, e Firenze è in mano ai Medici, ma Cosimo, stanco delle guerre civili e del potere di Firenze, medita di ritirarsi in modo lento e inesorabile dalla politica e pensare alla famiglia. A confermare definitivamente la sua decisione è la morte del fratello Lorenzo, che ha un malore e muore sul suo capezzale di Anghiari davanti ai suoi occhi, a neanche un mese dalla battaglia. Il libro si conclude nel settembre del 1453, con Cosimo, ormai nonno, in compagnia del nipotino Lorenzo, che sarà chiamato il Magnifico.

## Personaggi
- Giovanni de' Medici: patriarca dei Medici, muore nel secondo capitolo del libro, affidando la guida a Cosimo e Lorenzo.
- Cosimo de' Medici: uno dei due protagonisti, primogenito di Giovanni, ha un carattere riflessivo e analitico.
- Lorenzo de' Medici: l'altro protagonista e secondogenito di Giovanni, è invece irruente rispetto al fratello maggiore.
- Piccarda Bueri: madre dei protagonisti e moglie di Giovanni.
- Contessina de' Bardi: moglie di Cosimo; hanno due figli, Piero e Giovanni.
- Rinaldo degli Albizzi: antagonista principale del libro, e maggiore rivale dei Medici, farà di tutto per prendere il potere a Firenze.
- Palla Strozzi: braccio destro di Rinaldo.
- Laura Ricci: serva di Rinaldo, un femme fatale che lo aiuterà a ostacolare Cosimo e Lorenzo, anche a costo di ucciderli. Di infinita bellezza, ma dal fascino maledetto, è capace di ghermire il cuore di un uomo. Fu venduta dal padre a un mercante girovago a soli dieci anni, e visse sotto di lui come prostituta. Tra gli uomini che dovette soddisfare intimamente, ve ne fu uno dagli occhi verdi che, alla sua supplica di liberarla, rispose picchiandola selvaggiamente e lasciandola in fin di vita, per poi derubare il carro del mercante, in quel momento assente, e si spogliò di un abito che rappresentava sei palle rosse su uno sfondo dorato, il simbolo dei Medici. Crescendo, Laura divenne esperta nel campo della medicina, e seppe anche degli effetti degli ovoli malefici, i cui effetti servivano anche per abortire ogni volta che veniva ingravidata. Ben presto, Laura usò questi funghi per avvelenare il mercante che la sfruttava, e lo finì tagliandogli la gola. Finalmente libera, seppe ben presto che quello stemma lasciato dall'uomo dagli occhi verdi era il simbolo dei Medici, e giurò pertanto di vendicarsi di loro, alleandosi così con Rinaldo degli Albizzi, loro peggior nemico.
- Reinhardt Schwartz: mercenario svizzero esperto nel combattimento corpo a corpo, è lo spasimante di Laura, di cui è invero innamorato, e alleato di Rinaldo.
- Filippo Brunelleschi: autore della Cattedrale di Santa Maria del Fiore, commissionata da Giovanni.
- Giusto Landini: ribelle di Volterra contro Firenze, morto per mano del suo stesso popolo e in primis di Arcolano, al servizio di Rinaldo.
- Niccolò Fortebraccio: conte di Montone e comandante fiorentino.
- Bernardo Guadagni: è un banchiere, e diventa Gonfaloniere della Giustizia col sostegno di Rinaldo.
- Federico Malavolti: carceriere di Cosimo, nonostante il cognome è un uomo di buona fede, e si dimostra disponibile per aiutarlo ad ottenere almeno l'esilio.
- Ludovico Mocenigo: nobile veneziano che si allea con i Medici a partire dall'esilio di Cosimo e Lorenzo nella loro città.
- Giovanni Maria Vitelleschi: condottiero e cardinale amico di Rinaldo.
- Filippo Maria Visconti: duca di Milano
- Francesco Sforza: condottiero milanese, diventerà duca di Milano dopo la dipartita di Filippo Maria Visconti, avendone sposato l'unica erede, la figlia illegittima Bianca Maria.

## Edizioni
- Matteo Strukul, I Medici. Una dinastia al potere, collana Nuova Narrativa Newton, Newton Compton, 13 ottobre 2016,  p. 382, ISBN 978-88-541-9479-3.

- Matteo Strukul, I Medici. Una dinastia al potere, collana Gli Insuperabili GOLD, edizione tascabile, Newton Compton, 3 dicembre 2018,  p. 382, ISBN 978-88-227-1746-7.